# 大正生命保険
大正生命保険株式会社（たいしょうせいめいほけん）は、かつて存在した日本の生命保険会社である。2000年（平成12年）8月に新経営陣による特別背任事件から資金流出が拡大し倒産した。

## 概要
1913年（大正2年）4月に設立。社長に伯爵の柳原義光を据え、専務取締役に実業家の金光庸夫、その他の重役に神戸鈴木商店主鈴木岩治郎、金子直吉、柳田富士松、下阪藤太郎、藤田助七（以上いずれも鈴木商店幹部）、荒井泰治（台湾商工銀行頭取）、植村俊平らが名を連ねた。
1948年（昭和23年）には日本教育生命保険（明治29年設立）を合併。養老保険などの貯蓄性商品を中心に主に営業職員チャネルで保険商品を販売していたが、最も小さな生命保険会社であった。ピーク時（1996年3月末）の総資産は2,380億円と、最大手の日本生命保険の0.6%の規模に過ぎなかった。　
1997年（平成9年）4月25日に日産生命保険が破綻し、中小規模の生命保険会社に対する不安が高まったことで解約が増加。併せて低金利による逆ザヤ負担から急速に経営が悪化した。1999年（平成11年）8月に金融監督庁が立ち入り検査を実施したところ、1999年3月末時点で43億円の債務超過状態に陥っていることが判明。これに伴い2000年2月に早期に資本を充実させるべく早期是正措置が発動された。
早急な自己資本充実策の策定が求められ、新たな出資者を探していたところ、当時三洋投信委託（三洋証券の投資信託子会社、現：プラザアセットマネジメント）や上毛撚糸（現：ポラリス・ホールディングス）、日刊投資新聞社などを傘下に収めていた、古倉義彦率いる投資会社クレアモントキャピタルが名乗りを上げ、同社が指定する約100億円の外国債購入の引き換えに、第三者割当増資45億円を引き受けた。同時に古倉とその配下の山口隆志が当社取締役に就任し経営権を掌握した。
増資によって2000年3月末での債務超過は回避したが、同年6月に増資と引き換えに投資したことは問題であると金融監督庁より指摘され、クレアモント側へ買い戻させたが、すぐに約85億円の譲渡性預金（CD）を購入した。
85億円のCD購入が実態を伴わないものであったとして、2000年8月28日に東京地検特捜部は山口隆志,志村幸助社長らを当社から85億円を騙し取った特別背任容疑で逮捕。購入した外国債についても実体が無いことが判明し、同日付で金融庁は「資産運用に係る業務の運営が著しく不適切であること等」として大正生命に業務停止命令を発令。これを受けて自主再建を断念し会社更生法を申請した。
この倒産により、クレアモントキャピタルが買収し傘下に収めていたグループの三洋投信委託（現：プラザアセットマネジメント）運用のMMFの解約が大量に発生し、同商品史上初の元本割れが一時期発生した。

## 破綻処理
当社の契約は、クレアモントグループ代表古倉義彦とソフトバンクグループ孫正義の合意で、大和生命保険がソフトバンク・ファイナンス（現：ソフトバンク）と組んで名乗りを上げ、両社の合弁会社であるあざみ生命保険が引き受けることになった。債務超過の穴埋めとしてのれん代で償却できない262億円を保険契約者保護機構より資金援助を受けた。また、契約者の持分である責任準備金を原則10%カットし、逆ざやを縮小させるため既契約の予定利率を一律1%に引き下げると共に、10年以内の解約に対しては解約返戻金を最大15%削減する規定が盛り込まれた。
2001年（平成13年）3月31日にあざみ生命保険に既存契約が包括移転されたが、2002年4月に大和生命保険相互会社と合併し、大和生命保険株式会社になった。大和生命保険は世界金融危機による損失拡大から2009年に経営破綻し、ジブラルタ生命保険が買収し、現在はプルデンシャル ジブラルタ ファイナンシャル生命保険となっている。
破綻後も一部地域の営業所及び支社があったビルには、かつての大正生命の名称が残っている。

### 金融行政の問題点
当社の破綻に際しては、当時の金融行政の問題点が以下のように指摘された。
1.親会社（実質支配会社）への監督権欠如
- 当時の保険業法では、保険会社そのものに対しての定めしかなく、実質支配会社に対する監督や、不適切な株主に支配権が移ることを防ぐことができなかった。クレアモントキャピタル以前の株主中山製鋼所はそれまでにも経営状況の悪化や数多くの問題を引き起こしていたにもかかわらず、行政は経営権が移ることを阻止できなかった。

2.監督措置のディスクロージャーについて
- 当社に対しては、2月に早期是正措置、6月と8月に業務改善命令が発令されていたにもかかわらず、それが公表されなかった結果、その間の新規契約の募集も進んだことから、被害が拡がったとの指摘がなされている。

当社の経営破綻当時は、更生特例法（金融機関等の更生手続の特例等に関する法律）が改正された直後であり、保険会社への適用も可能ではあったが、当社の破綻原因が詐欺による資産損失という特殊なものであったことから、保険業法に基づく破綻処理が行われた。金融庁から生命保険協会の他、弁護士及び公認会計士の2名（三澤博公認会計士と小杉晃弁護士）が保険管理人に指名され、破綻処理策が計画されることになった。当社の破綻以降の保険会社の破綻には、更生特例法に基づく手続きが取られている。

## 年表
- 1913年（大正2年）4月 - 金光庸夫によって設立。
- 1948年（昭和23年）9月 - 日本教育生命保険を合併。
- 2000年（平成12年）3月 - 業務停止命令を受け破綻。
- 2000年（平成12年）8月 - クレアモントキャピタルと資本提携し実質的な傘下に入る。
- 2001年（平成13年）3月 - 既契約をあざみ生命保険に移転。
- 2002年（平成14年）4月 - あざみ生命保険が大和生命保険相互会社と合併、大和生命保険株式会社となる。